# くもんスピードリーディングセンター
くもんスピードリーディングセンターとは、くもんスピードリーディングシステム（SRS）を運営する公文教育研究会の組織である。この項ではSRSについても述べる。

## 概要
公文教育研究会の英語の速読部門であるが、会費は若干高めとなっている。訳読学習とは異なるものとし、長文の英語を英語のまま頭から読み下すのをコンセプトとしている。公文式と同じようにプリント教材を使用する。教材はPrep1・2、3A、2A、A、B、C、D、Extraの8レベルの教材で構成されている。プリワーク（長文の流れを把握するうえで重要な語句を予習する）とテキスト、そしてリビューCD（復習用でPrep1・2、3A、2A、A、Bの教材で使用）がある。テキストで速読スキルの練習を行い、その後時間を実際に計る。アンサーシートというものを使用した通信学習も存在する。SRSには、直営校とフランチャイズがあるが、直営校は、2010年1月末までに閉校となる。